# Apetinus explanatus
Apetinus explanatus är en skalbaggsart som först beskrevs av Sharp 1879.  Apetinus explanatus ingår i släktet Apetinus och familjen glansbaggar. Inga underarter finns listade i Catalogue of Life.